# Animació sociocultural
L'animació sociocultural s'ha consolidat com una metodologia de la intervenció socioeducativa. Accions de pràctica social dirigides a animar, donar vida, posar en relació als individus i a la societat en general, mitjançant la utilització d'instruments que potenciïn l'esforç i la participació social i cultural. El concepte animació pot presentar dos significats complementaris l'arrel etimològica dels quals pot ser el de anima (donar vida) o el de "animus" (posar en relació).
Quan ens referim a l'animació sociocultural, estem fent referència a una pràctica educativa fonamental per al desenvolupament democràtic i sostenible de les comunitats locals, així com per al desenvolupament harmònic de les diferents individualitats que integren cadascuna d'aquestes comunitats socials.
L'animació sociocultural com a pràctica educativa va lligada directament amb les estratègies de canvi i transformació social. Aquest anhel de canvi social, entès com a transformació, millora, o superació de condicionaments i injustícies socials, ha estat una constant en el discurs i la praxi d'animadores i animadors socioculturals.
En l'esforç d'aclarir i delimitant els seus marges, Barrado (1982) matisa que la ASC no és una educació mecanicista i culturalista; no és popularització, no és entreteniment; no és la utilització de tècniques, no és política; no és una acció generosa; no és una suma d'accions inconnexes; no és un calendari d'activitats; no és una política institucional asfixiant; no és un trasplantament de models externs i no és una mercantilització.
Autors com Ander-Egg, I. Barrado García, J.M. entre d'altres destaquen d'aquesta disciplina que és promotora de valors com el pluralisme, la conscienciació, la llibertat, la democràcia i la participació.

## Definicions d'Animació Sociocultural
Són nombroses les definicions que intenten definir l'animació sociocultural, per exemple les següents:
- L'animació sociocultural és el conjunt de pràctiques socials que tenen com a finalitat estimular la iniciativa i participar de les comunitats en el procés del seu propi desenvolupament i en la dinàmica global de la vida sociopolítica en que estan integrades. (UNESCO)
- L'Animació sociocultural intenta el fet de prendre consciència participativa i creadora de les comunitats en procés de la seva pròpia organització i lluita. (Direcció General d'Assumptes Culturals. Ministeri d'Educació i de Cultura).
- Un conjunt de tècniques socials que, basades en una pedagogia participativa, té com a finalitat promoure pràctiques i activitats voluntàries, que amb la participació activa de la gent, es desenvolupin en el si d'un grup o comunitat determinada, i es manifesta en els diferents àmbits de desenvolupament de la qualitat de la vida. (Ezequiel Ander-Egg).
- Conjunt d'esforços que tendeixen a estimular la participació activa en les activitats culturals i en el moviment d'innovació i d'expressió personal i col·lectiu. (Hugues de Varine).
- L'animació sociocultural es considera com una acció que tendeix a crear el dinamisme social allà on no hi existeix, o bé afavoreix l'acció cultural i comunitària, orientant les seves activitats cap a un canvi social. (Antonio del Valle).
- El procés que es dirigeix a l'organització de les persones per a realitzar projectes i iniciatives des de la cultura i pel desenvolupament social. (Fernando Cembranos, David H. Montesinos y María Bustelo).

- Conjunt d'accions realitzades per individus, grups o institucions sobre una comunitat (o sector de la mateixa) i en el marc d'un territori concret, amb el propòsit principal de promoure en els seus membres una actitud de participació activa en el procés del seu propi desenvolupament tant social com cultural. (Trilla, 1997)[7]
- Conjunt d'accions que tendeixen a oferir a l'individu la possibilitat de convertir-se en agent del seu propi desenvolupament i del de la seva comunitat, amb l'objectiu de generar processos de participació. (De Castro, 1997)[8]
- Instrument privilegiat per fer possible i potenciar una situació de democràcia cultural. (Puig Rovira, J. M. 1987).[9]
- Conjunt de pràctiques socials que tenen per finalitat estimular la iniciativa i la participació de les comunitats en el procés del seu propi desenvolupament i en la dinàmica global de la vida sociopolítica en què estan integrades. (Simpson, J. A. 1980)[9]
- Un tipus d'educació (social) que aporta una determinada manera de motivar i ensenyar a participar, mitjançant la implicació dels destinataris en la realització de projectes socioculturals del seu interès, amb la finalitat d'alliberar les seves capacitats (Ventosa,V.J. 2016)[10]

## Orígens de l'Animació Sociocultural
Per a autors/es com Ch. Delorme l'Animació Sociocultural ha existit sempre vinculant els seus orígens al moment en què les persones s'agrupen, i comencen a buscar estratègies per organitzar-se grupalment i facilitar processos que fins llavors eren individuals. No obstant això, és a França on s'identifica per primera vegada el terme animació. Va ser el 1950 registrada en una reunió de la UNESCO ubicada a Mondsee (Àustria). No és fins al 1965 quan es registra l'expressió animation sucioculturelle i animateur que en aquell moment eren molt freqüents en debats culturals. En el context francòfon on es comença a conceptualitzar l'animació sociocultural.
D'altra banda, a l'origen més proper hi ha els moviments d'Educació Popular i d'Educació d'Adults, com els Ateneus i Universitats Populars, els principis de l'Escola Nova, de la qual recull les seves propostes metodològiques l'Animació Sociocultural. Aquests moviments cobren força després de la II Guerra Mundial, recolzats per partits polítics, agents socials, esglésies, el moviment laic i l'«scout» en el camp de la joventut, amb un marcat sentit revitalizador i de reconstrucció social i cultural. A partir de la meitat del segle xx, comencen a sorgir grans associacions i federacions de caràcter nacional i internacional que tendeixen a potenciar objectius, metodologies i tècniques que s'han considerat pròpies de l'Animació.
A Espanya els moviments d'Animació Sociocultural són, històricament parlant, bastant recents. Les Missions Pedagògiques a principis del segle XX amb l'esperit de l'Educació Popular i els moviments de renovació pedagògica són els predecessors de l'Animació Sociocultural.
Entre finals del s. XIX i s. XX fins a la guerra civil, que trunca moltes d'aquestes aspiracions, sorgeixen iniciatives com les Colònies de Vacances, les Cases de Poble, els Ateneus, l'Escola Moderna de Ferrer i Guàrdia, les Universitats Populars i la inspiració de la Institució Lliure d'Ensenyament.

## Recorregut històric
L'animació sociocultural és el que dona categoria al relat històric de les classes socials d'una nació.

### Dècada 1970-1980
En aquest període hi ha un impuls de la professió des del Consell d'Europa. Les fites històriques que marquen aquesta època són:
1. Simposi de Rotterdam (1970): Neix el projecte d'animació sociocultural i la possibilitat d'orientar les polítiques culturals per estimular la democràcia cultural a través de programes d'animació.
2. Simposi de Sant Remo (1972): Es defineix el concepte d'animació sociocultural i es descriu com a alliberament cultural.
3. Simposi de Brussel·les (1974): Es produeixen diversos intents de definir el perfil de l'animador, les funcions i la seva problemàtica.
4. Simposi de Reading (1976): S'adapta l'animació sociocultural als nous temps, adquirint un caràcter instrumental i motivador. Es marquen els principis i les directrius de l'animació.
5. Conferència d'Oslo (1976): S'implanta l'animació als governs europeus.

### Dècada 1980-1990
Aquesta dècada està marcada per les següents reunions: 
1. Col·loqui de Delfos (1980): Es configura la nova societat europea, en quatre pilars essencials:
  1. Llibertat/seguretat.
  2. Materialisme/espiritualitat.
  3. Racionalitat/afectivitat.
  4. Naturalesa/producció.
2. Tercera conferència de Ministres de Cultura (1981): S'estableixen les finalitats culturals de desenvolupament.
3. Conferència de Hèlsinki (1982): S'accepta el concepte de democràcia cultural.
4. Quarta Conferència de Ministres de Cultura (1983): Se signa la declaració europea sobre objectius culturals i es ratifica la dimensió cultural de l'ésser humà.
5. Trobades de Cultura i Societat (1983): Es treballa sobre la comprensió terminològica de l'animació sociocultural i es parla sobre la utilitat de l'animació sociocultural burocratitzada.
6. Declaració de Bremen (1983): Es tracten els següents aspectes:
  1. Les noves formes de participació en la vida cultural.
  2. En política local, es parla sobre les iniciatives individuals i/o col·lectives dels ciutadans.
  3. Els joves i la seva participació com a ciutadans.
  4. Possibilitats culturals del turisme a la ciutat.
  5. Noves formes de finançament de les activitats culturals.

## Factors influents en la gènesi de l'animació cultural
Els factors que han influït en el naixement d'aquesta disciplina es resumeixen en el següent quadre:
| De tipus social   | Canvis en els sistemes: Productiu Social Atur/temps lliure |
| De tipus econòmic | Sector primari: Disminueix cada vegada més. Sector secundari o industrial: La globalització i liberalització de l'economia obliga a l'especialització. Sector terciari o de serveis: Mou grans capitals i la seva influència econòmica domina la societat. |
| De tipus polític  | Conflictes ètnics. Indústria armamentista. Influència dels països rics sobre els menys desenvolupats. Política legislativa adequada que controli els abusos socials.                                                                                       |

## La professió d'Animació Sociocultural a Espanya
A Espanya amb la transició es duu a terme una reforma profunda del sistema educatiu que intenta posar-se al dia amb la resta dels països europeus que ja comptaven amb una educació pública i universal. La Llei General d'Educació de 1970 va ser substituïda per la Llei Orgànica General del Sistema Educatiu (LOGSE), de 1990, amb la qual s'institucionalitza l'Animació Sociocultural. Aquesta entra a la universitat i es constitueix com una professió socioeducativa sent un dels pilars al costat de l'Educació Especialitzada i l'Educació Popular de l'Educació Social. En la dècada dels 90 per tant, l'animació sociocultural, passa de ser acció voluntària i/o tècnics/es amb formació informal a professionalitzar-se com a línia i àmbit prioritari de l'Educació Social i mitjançant una nova figura professional denominat, aquesta vegada sí, «animador/a sociocultural». Per obtenir el títol professional de tècnic/a superior en animació sociocultural s'han de cursar dos cursos del cicle formatiu de grau superior en Animació Sociocultural.
Posteriorment regulat per la Llei Orgànica d'Educació (LLOI), l'any 2006. El Ministeri d'Educació d'Espanya proporcionava la següent informació:

### Requisits d'accés
Accés directe:
- Títol de Batxiller o Segon de Batxillerat de qualsevol modalitat de Batxillerat experimental.
- Títol de Tècnic Superior o Especialista.
- Haver superat el curs d'Orientació Universitària o equivalent.

Accés alternatiu:
- Superar una prova d'accés al cicle formatiu. L'edat mínima és de 19 anys l'any que es realitza la prova o 18 pels qui posseeixen el títol de Tècnic relacionat amb el cicle al que es desitja accedir.
- Mitjançant convalidació d'altres estudis post-obligatoris.

### Funcions de la professió
- Organització, planificació i gestió d'una petita empresa d'activitats de temps lliure i socioeducatives.
- Organització, dinamització i avaluació de projectes d'intervenció comunitària.
- Organització, dinamització i avaluació de projectes d'animació cultural.
- Organització, dinamització i avaluació de projectes d'animació d'oci i temps lliure.

### Àmbit de la professió
- Sector serveis socioculturals i a la comunitat pública i privada.
- Empreses privades del sector.
- Empresa pròpia.

### Sortides professionals
- Animador sociocultural.
- Animador cultural.
- Animador comunitari.
- Animador de centre d'atenció social o sanitari.
- Animador d'oci i temps lliure.

Especialitzacions (després d'un període de guiatge i adaptació):
- Animador per sectors d'edat (infants, joves, ancians, dones, adults, etc.)
- Animador de grups de dificultat social (discapacitats, ancians, menors, marginació, immigració, etc.). Animador de barri.
- Animador de centres d'atenció sanitària (hospitals, psiquiàtrics, etc.)
- Animador d'equipaments socials (centres de dia, residències, residències assistides, centres d'acollida, centres penitenciaris, etc.)
- Animador d'equipaments culturals (museus, biblioteques, centres culturals, etc.)
- Animador d'equipaments de temps lliure (parcs naturals, centres esportius, activitats a l'aire lliure (parcs naturals, centres esportius, activitats a l'aire lliure i en la naturalesa, centres de recursos, ludoteques, etc.)

### Pla de formació
Els estudis formen un curs de 1.7000 hores de duració. La formació es realitza:
- Animació d'oci i temps lliure.
- Animació i dinàmica de grups.
- Desenvolupament comunitari.
- Animació cultural.
- Organització i gestió d'una petita empresa d'activitats de temps lliure i socioeducatives.
- Metodologia de la intervenció social.
- Formació i Orientació Laboral (F.O.L.)

En empreses, en finalitzar la formació al centre educatiu, completant-la i realitzant activitats pròpies de la professió:
- Formació en Centres de Treball (F.C.T.)

S'actualitza i torna a regular la Formació Professional en Animació Sociocultural l'any 2013 mitjançant l'Ordre ECD/82/2013, de 23 de gener, per la qual s'estableix el currículum del cicle formatiu de grau superior corresponent al títol de Tècnic Superior en Animació Sociocultural i Turística, actualment en vigència.